# Generalstabskåren
Generalstabskåren var en personalkår inom den svenska Försvarsmakten mellan 1937 och 1990 som bestod av arméofficerare avsedda för tjänstgöring i försvars- och arméstaberna samt arméfördelningsstaber. Den ersatte den tidigare generalstaben. Kårens tjänstetecken var ett par korslagda marskalksstavar.
Chefen för Arméstaben var också chef för generalstabskåren.